# Château d'Orion
Cet article possède un paronyme, voir Château d'Oiron.
Le château d'Orion est un château du XVIIe siècle, situé dans le village d'Orion, dans le département des Pyrénées Atlantiques. 

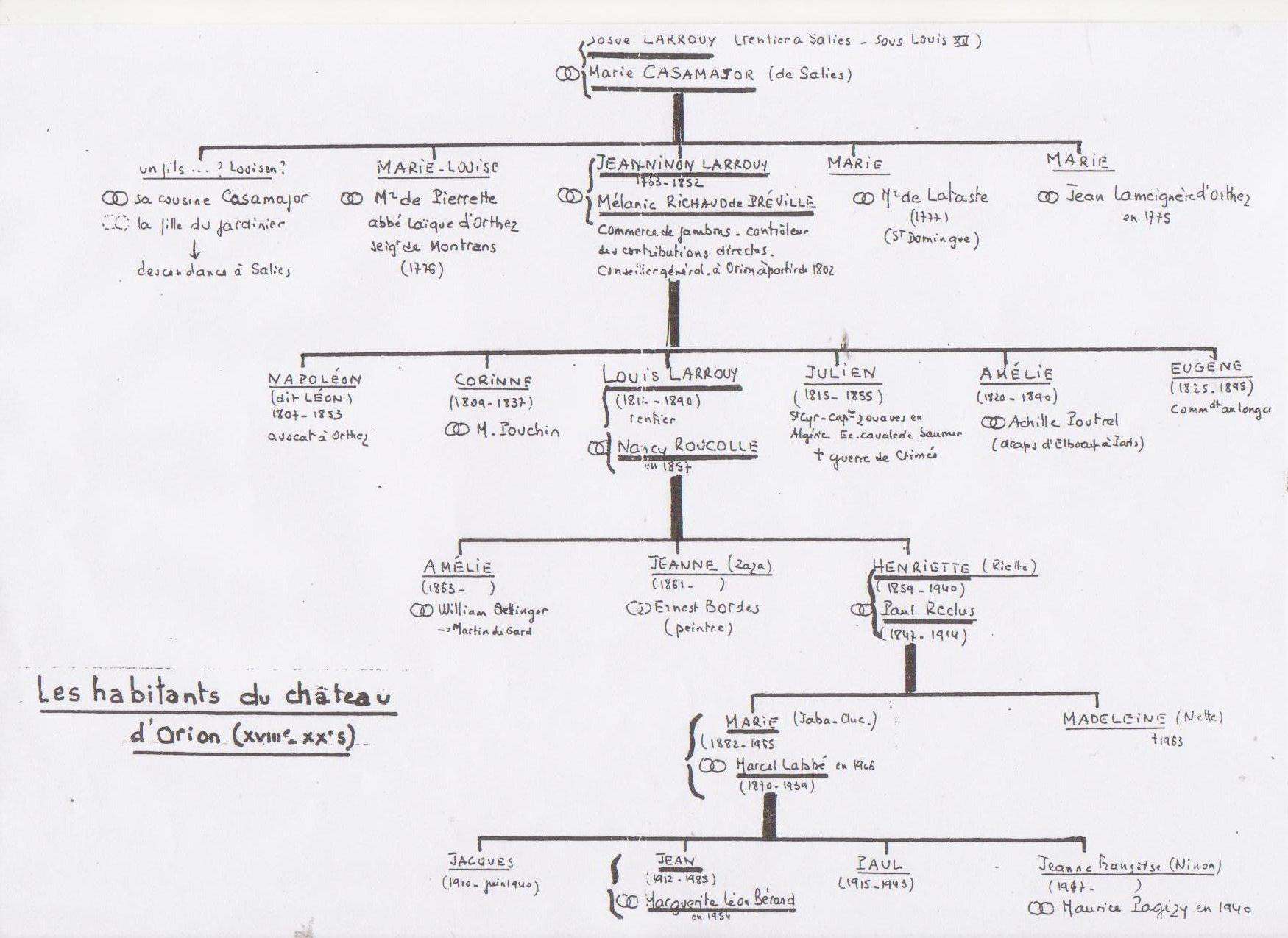
Les habitants du Château d’Orion (XVIIIe siècle à XXe siècle).

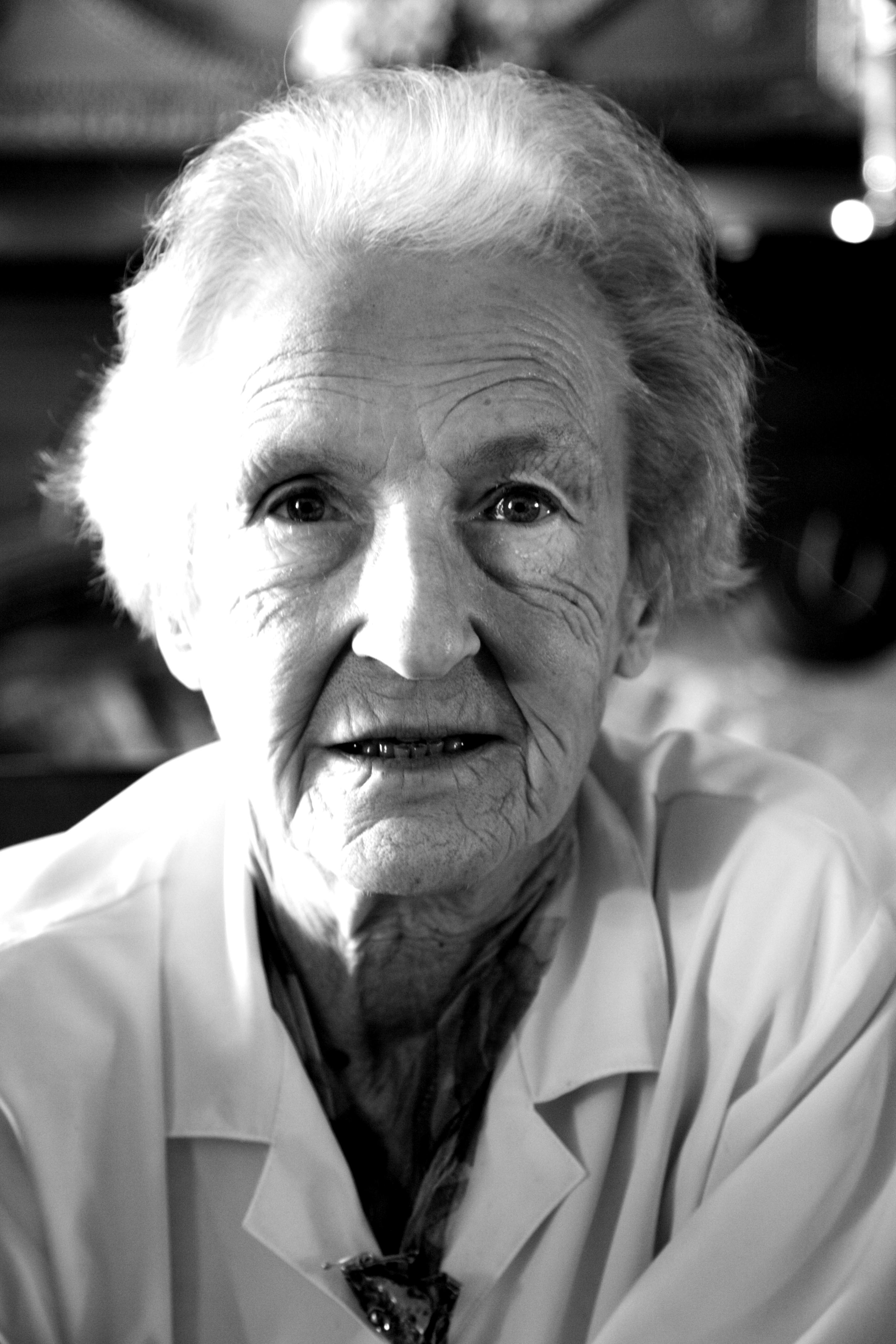
Marguerite Labbé.

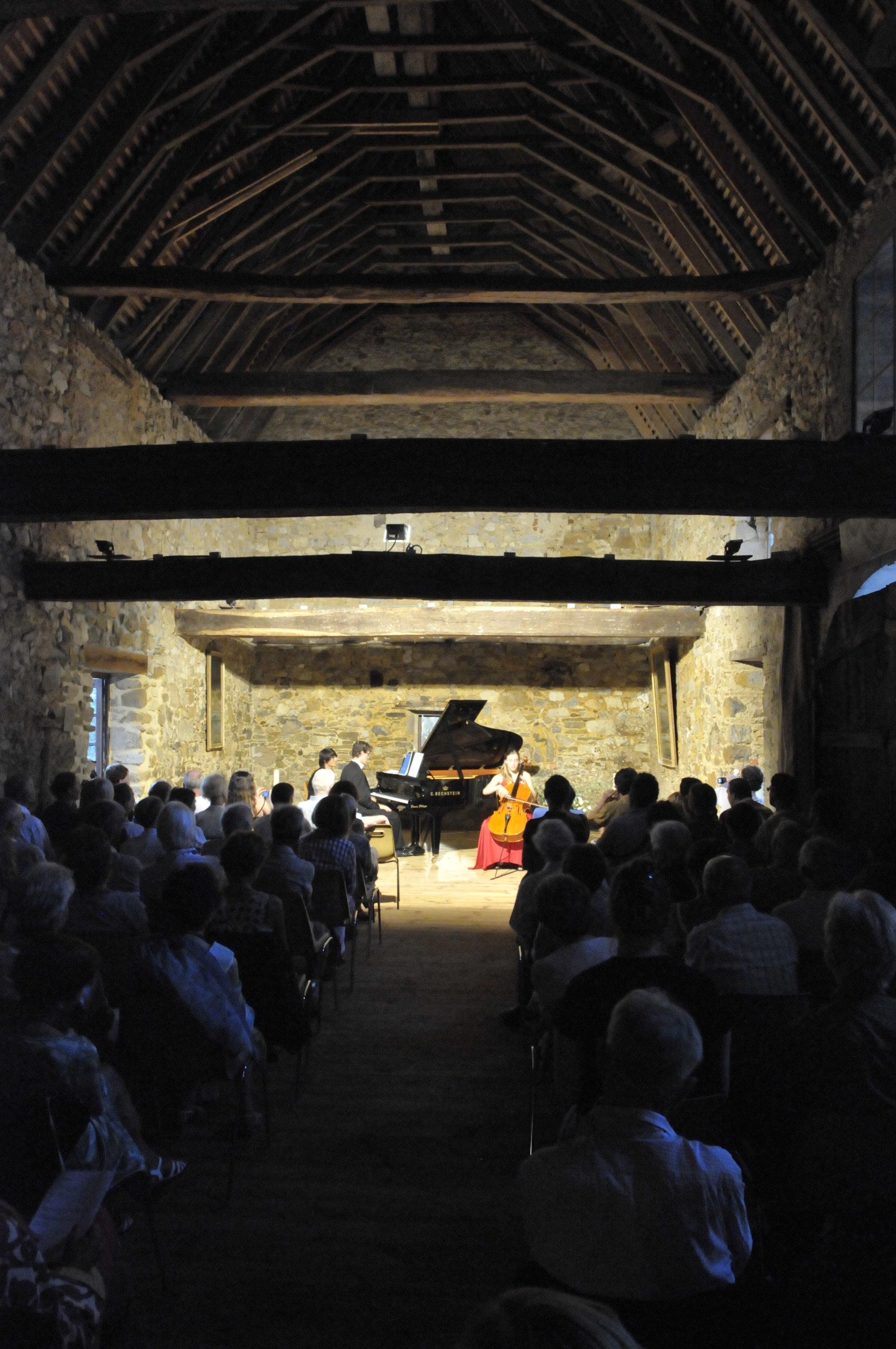
Nadège Rochat et Florian Noack.

## Situation géographique
Le château d'Orion se situe à Orion, entre Pau et Biarritz, dans le Béarn.
Le chemin de Saint-Jacques de Compostelle passe par le  village d’Orion.

## Historique
Le château d'Orion s’est transformé au cours des siècles au cœur de la campagne béarnaise. Il a conservé tous ses souvenirs intacts au travers de son mobilier, les portraits des propriétaires successifs, ses correspondances, ses costumes. Il est aujourd’hui accessible au public.
À l’origine, au XVIIe siècle, le château était une abbaye laïque, propriété de la famille de Casamajor, et ce jusqu’à la Révolution française.
C’est au début du XIXe siècle que la famille Larrouy, s’étant enrichie dans le commerce du jambon de Bayonne, en fait l’acquisition, et y apporte quelques aménagements.
Au cours de ce siècle, l’héritière Henriette Larrouy épouse le médecin Paul Reclus. C’est à leur belle-fille, Madeleine Reclus, que le poète Henri de Régnier, ami d’André Gide, dédia un poème en 1918
« J’aime votre maison qui porte un nom d’étoile, cet Orion  qui illumine vos yeux [...] »
Les frères de Paul Reclus furent accueillis à Orion, Élisée Reclus, célèbre anarchiste et géographe, Armand Reclus, ingénieur et officier de marine qui participa à la construction du Canal de Panama.
Jean Labbé, dernier descendant, épousa au début des années 1950, Marguerite Bérard, fille de Léon Bérard,  ancien ministre de l’Éducation nationale et académicien. Marguerite Labbé vit toujours au château.

## Le château auXXIesiècle
La propriété s’étend sur une surface de plus de 30 hectares de bois et prairies, face à la chaîne des Pyrénées.
En 2003, la famille Premauer, originaire d’Allemagne, en fait l’acquisition. Elle en a entrepris la restauration.
Le lieu est exploité en chambres d’hôtes, chaque chambre ayant son authentique décor.
D’autre part, et de façon complémentaire, le château d’Orion accueille des manifestations culturelles et des séminaires de réflexion.

## Une sélection d’évènements marquants
- Exposition de photos de Jean-Paul Sartre par Antanas Sutkus (2005)
- Semaine de réflexion “Rationalité, Liberté et Responsabilité” avec le professeur Dr Julian Nida-Rümelin (présenté par Ulrike Schneiberg, 2005)
- Heinrich Mann (2008)
- Semaine de réflexion “Organiser le Futur, et s’y projeter” avec le professeur Eckard Minx (2009)
- Semaine de réflexion sur “l’Œuvre” avec Egon Bahr (2010)
- Semaine  de réflexion sur l’œuvre de Goethe
- Concert : Nadège Rochat et Florian Noack (2011)
- Concert : la chorale jacobine de Göttinghen[5]

## Galerie de photographies

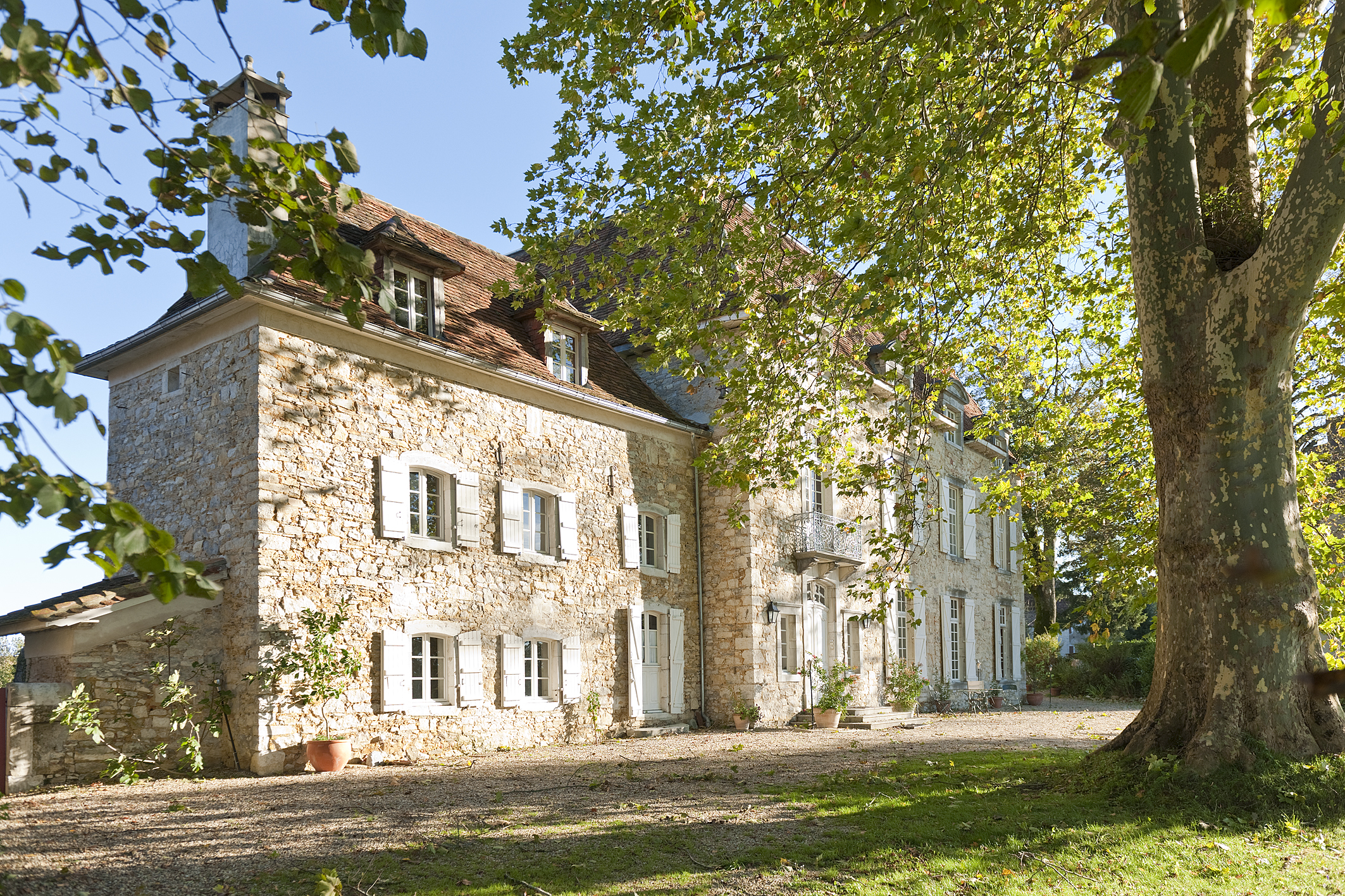
Côté sud.
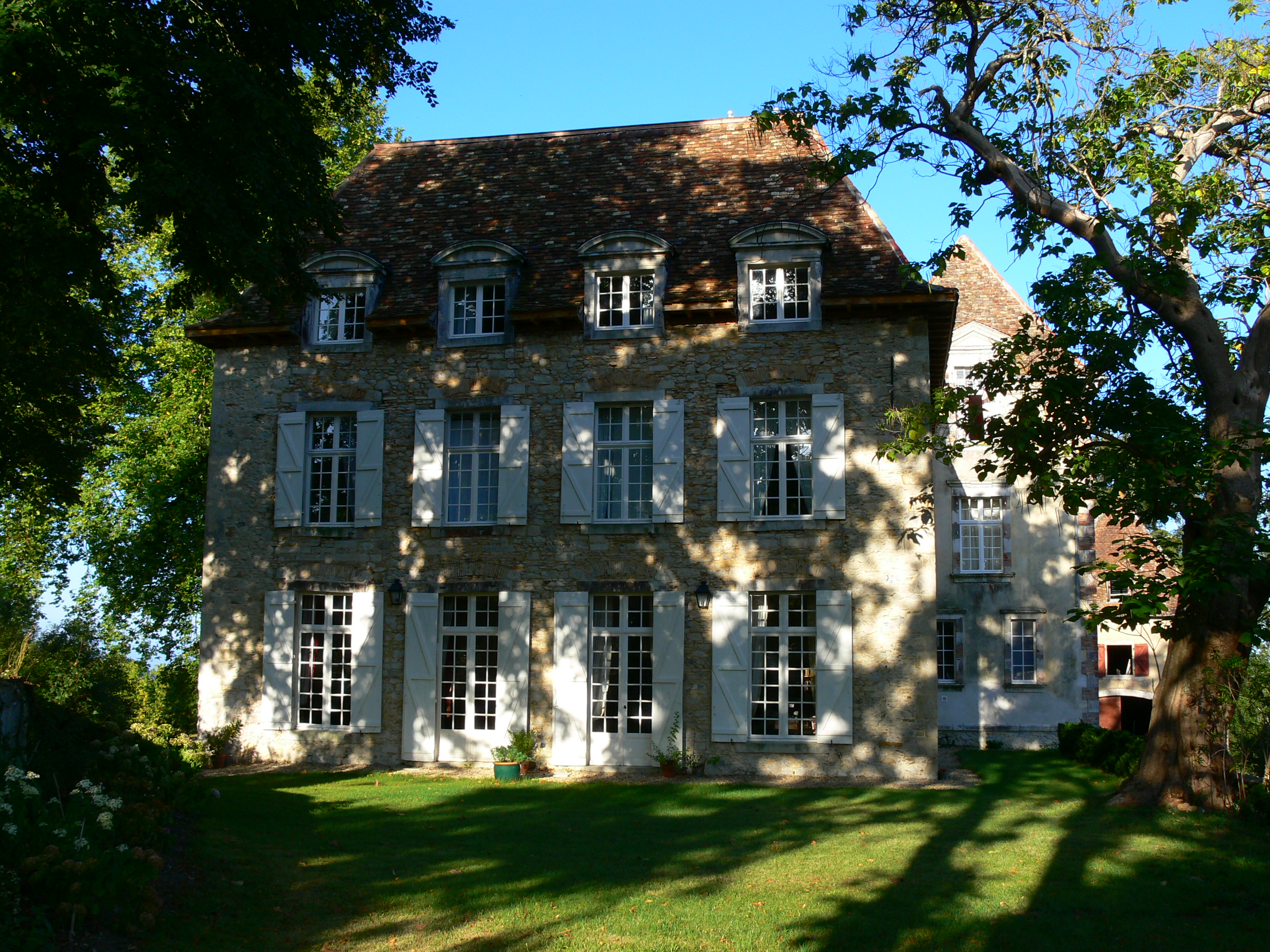
Côté est.
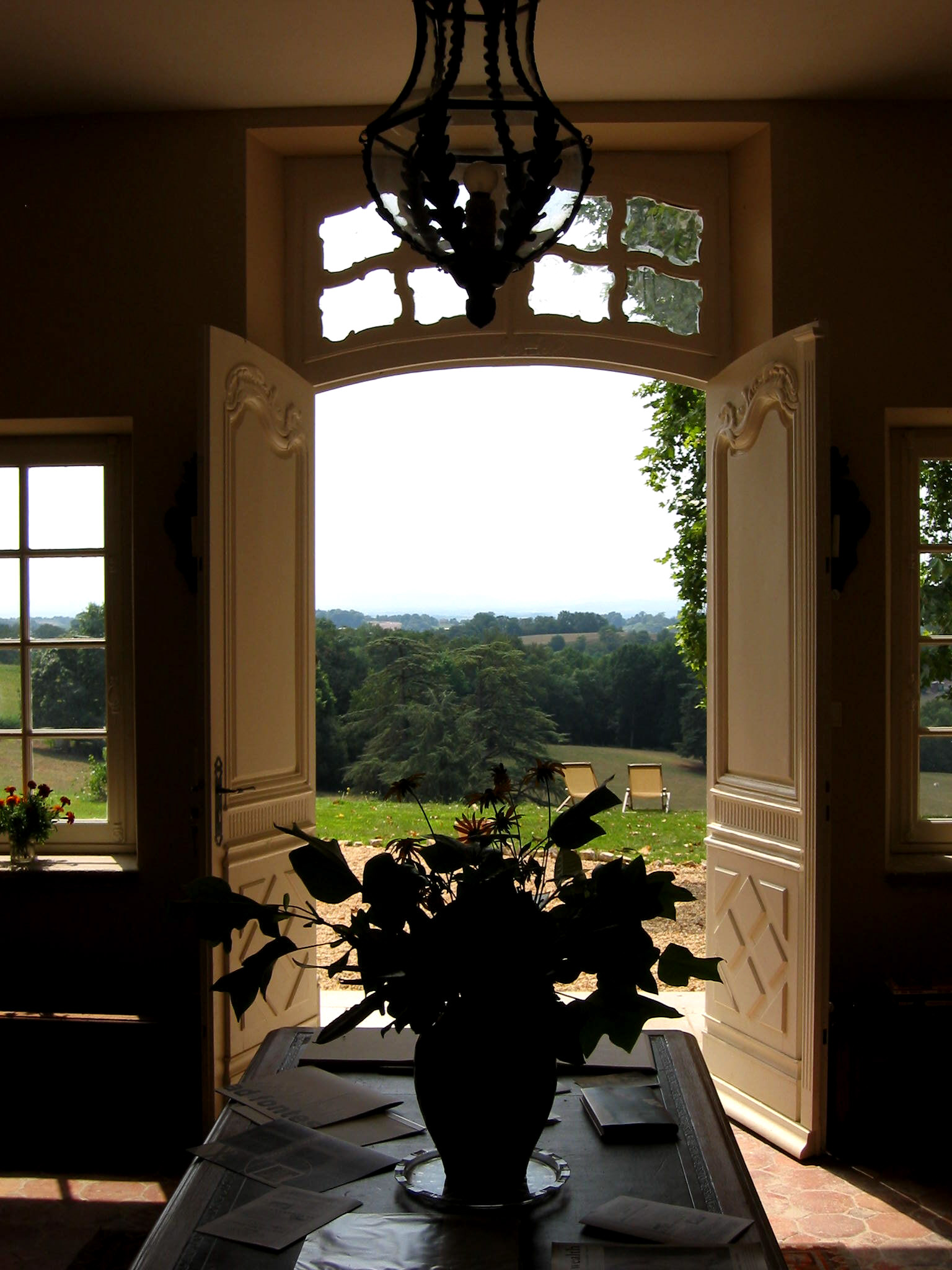
Hall d'entrée.
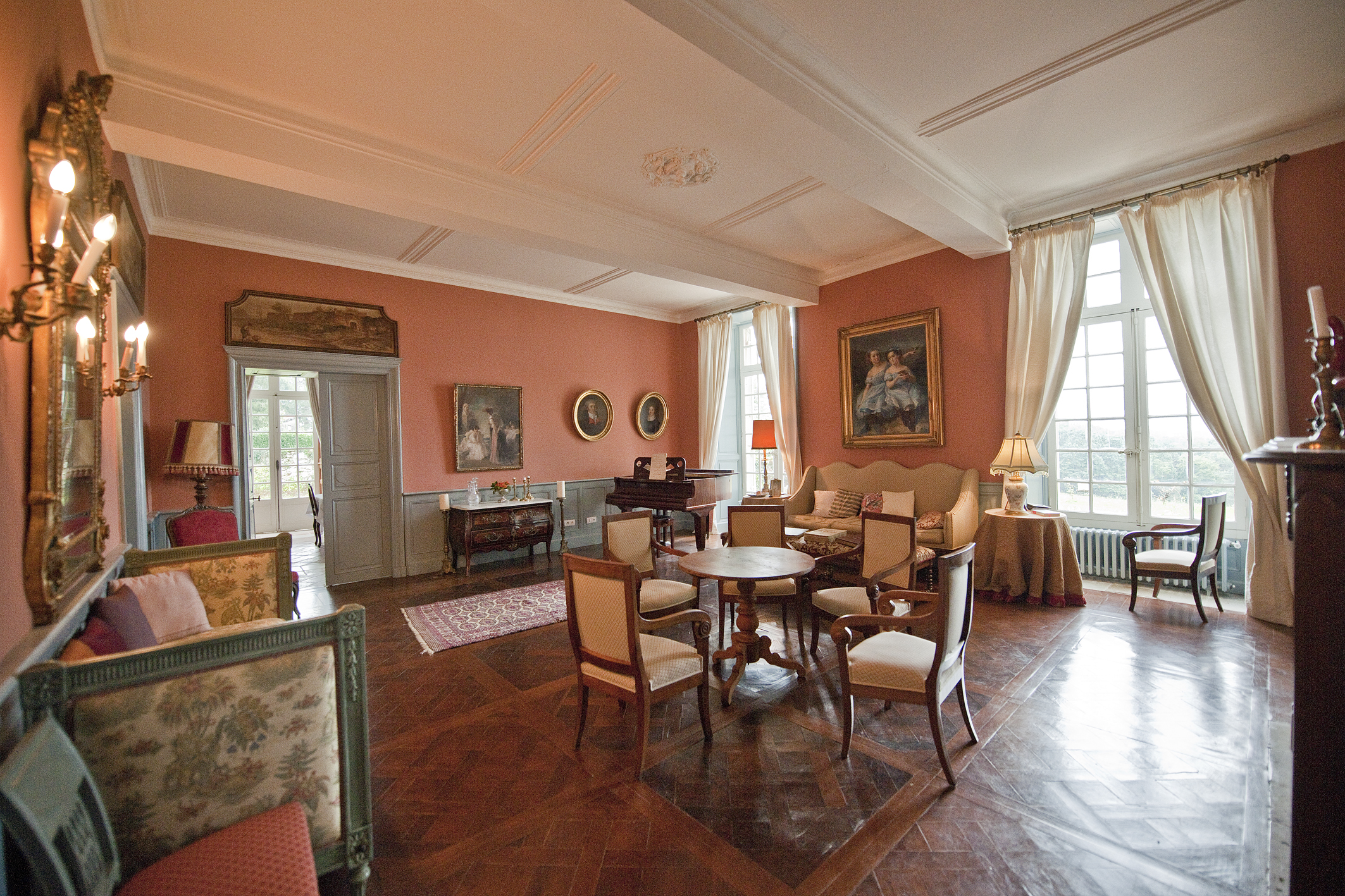
Grand salon.
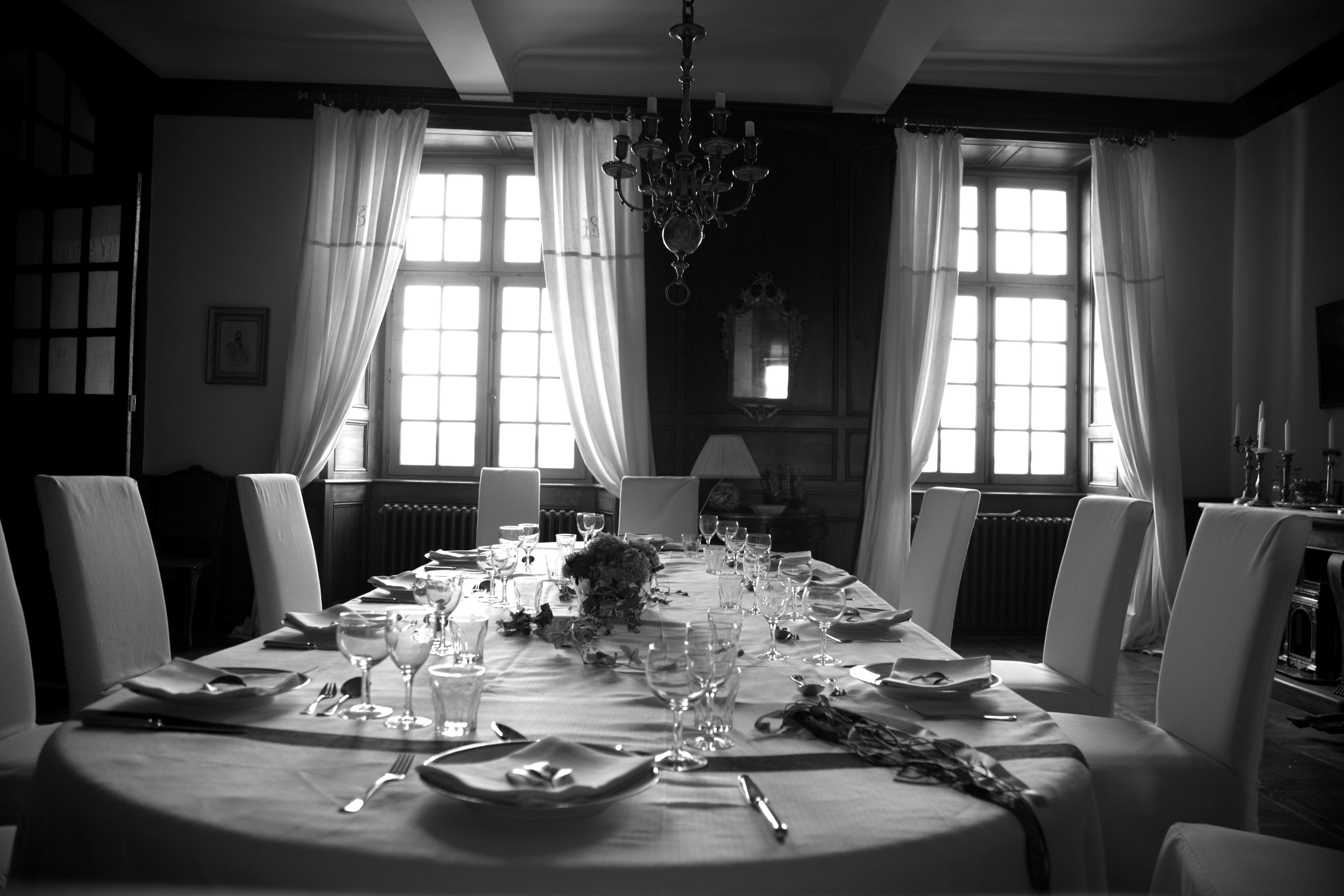
Salle à manger.
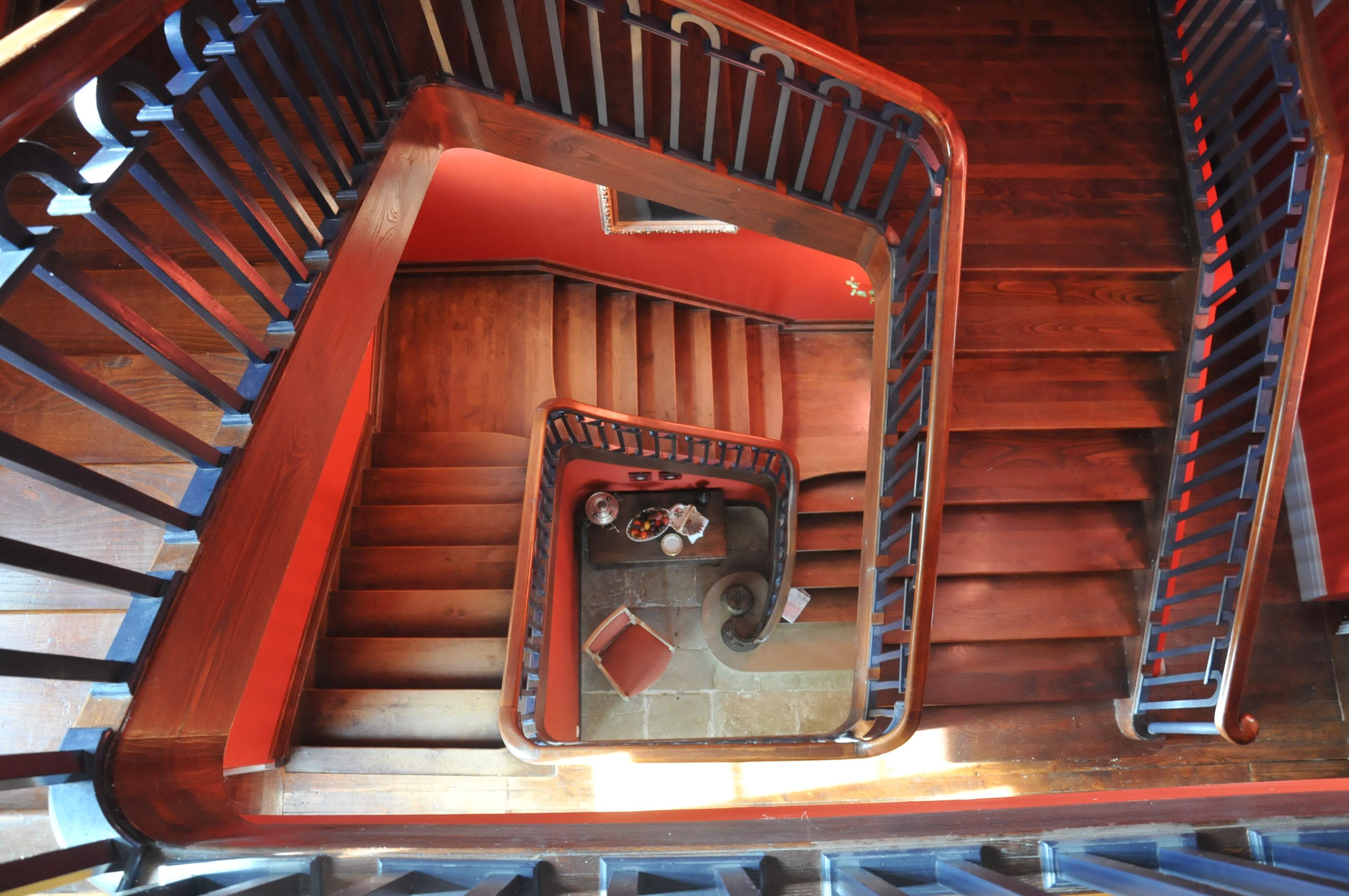
Cage d'escalier.
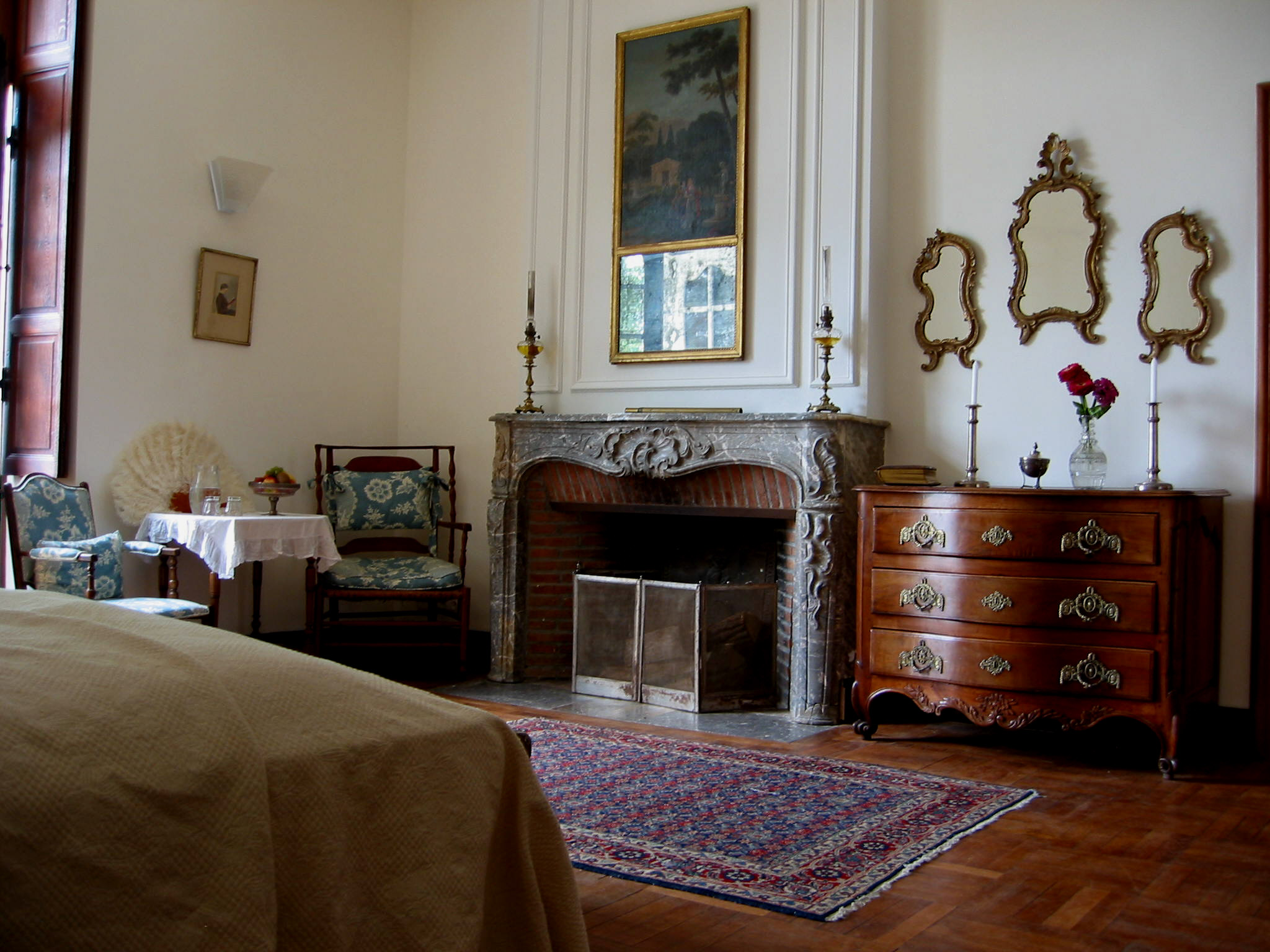
Le chambre Casamayor.
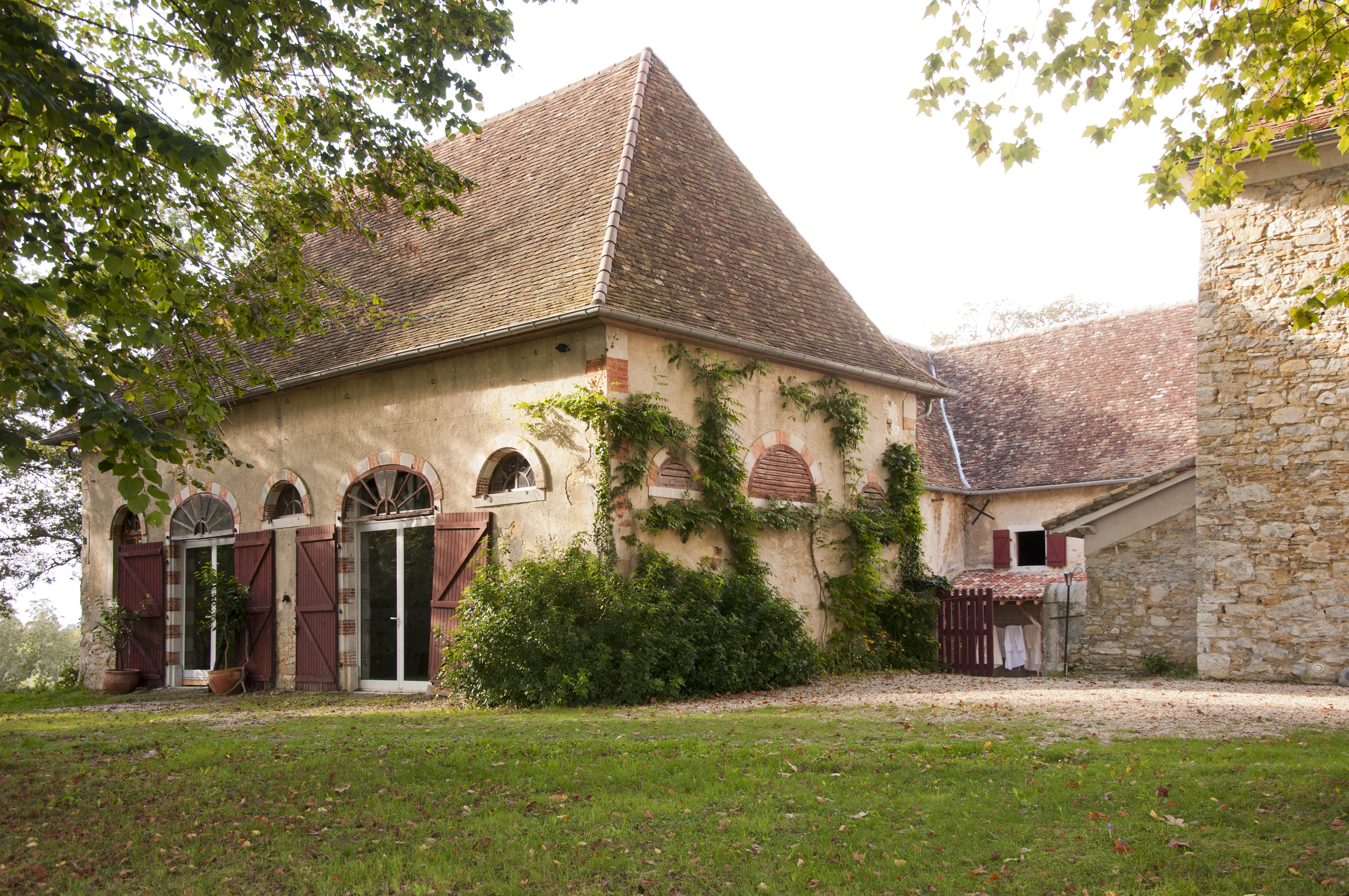
La grange.